# 道の駅流氷街道網走
道の駅流氷街道網走（みちのえき りゅうひょうかいどうあばしり）は、北海道網走市にある道の駅である。施設名は「みなと観光交流センター」であり、網走港のみなとオアシス「みなとオアシス網走」の中心施設となっている。冬期間は流氷観光砕氷船「おーろら」の発着場としても利用している。

## 歴史
- 2008年（平成20年）：道の駅登録。
- 2009年（平成21年）：「みなと観光交流センター」開館[6][7]。流氷観光砕氷船発着場オープン[1]。
- 2010年（平成22年）：みなと観光交流センターを含むエリアが「みなとオアシス」に登録[8]。

## 施設
- 駐車場
  - 普通車：106台
  - 大型車：14台
  - 身障者用：3台
- トイレ
  - 男：大5器（2器）、小6器（3器）
  - 女：13器（7器）
  - 身障者用：1器（1器）

（）内は24時間使用可能
- 公衆電話：1台
- 地元特産品販売コーナー
- テイクアウトコーナー
- レストラン
- 観光案内所
- 交流スペース
- 休憩・飲食コーナー
- 流氷観光砕氷船・おーろら乗船場

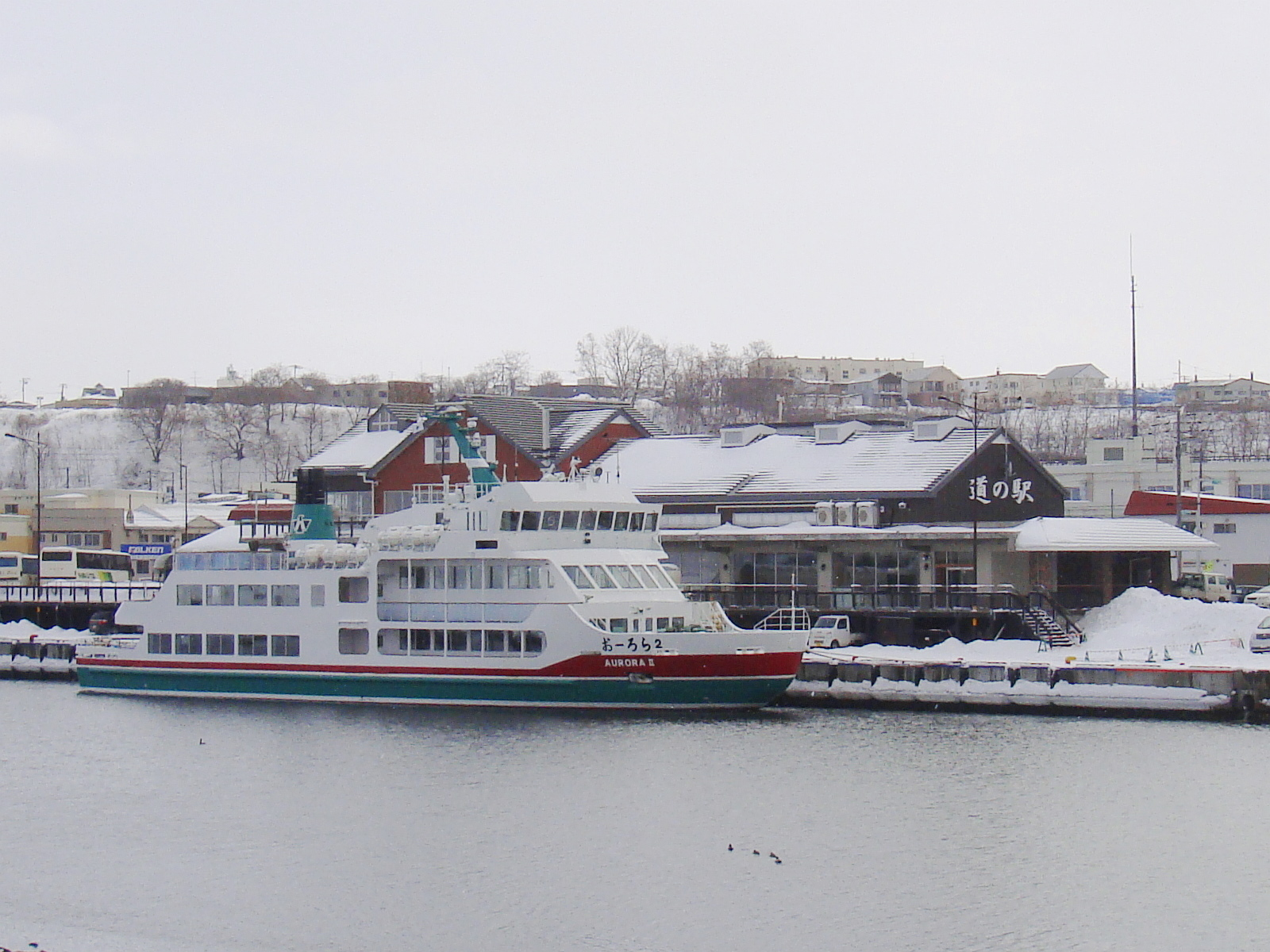
発着場での流氷観光砕氷船「おーろらII」（2012年3月）

## アクセス
北海道道1083号網走港線沿いに位置している。
- 網走バス「おーろらターミナル」バス停下車
- 網走駅から車で約8分